# معاذة جارية عبد الله بن أبي ابن سلول
معاذة جارية عبد الله بن أبي ابن سلول أسلمت وبايعت النبي وكانت عند عبد الله بن أبي ابن سلول وكان عنده أسير فكان عبد الله يضربها لتمكنه من نفسها رجاء أن تحبل فيأخذ في ذلك فداء وهو العرض الذي قال الله عز وجل:﴿وَلَا تُكْرِهُوا فَتَيَاتِكُمْ عَلَى الْبِغَاءِ إِنْ أَرَدْنَ تَحَصُّنًا لِتَبْتَغُوا عَرَضَ الْحَيَاةِ الدُّنْيَا وَمَنْ يُكْرِهُّنَّ فَإِنَّ اللَّهَ مِنْ بَعْدِ إِكْرَاهِهِنَّ غَفُورٌ رَحِيمٌ ۝٣٣﴾ [النور:33] وكانت معاذة تأبى عليه وهي مسلمة وقال الزهري: كانت مسلمة فاضلة فأنزل الله ﴿وَلَا تُكْرِهُوا فَتَيَاتِكُمْ عَلَى الْبِغَاءِ﴾ [النور:33] ثم إنها عتقت وتزوجت بعد ذلك سهل بن قرطة.